# Leptopyrgota fibulata
Leptopyrgota fibulata är en tvåvingeart som först beskrevs av Günther Enderlein 1942.  Leptopyrgota fibulata ingår i släktet Leptopyrgota och familjen Pyrgotidae. Inga underarter finns listade i Catalogue of Life.